# Rémy Cabella
Rémy Cabella (Ajaccio, 8 marzo 1990) è un calciatore francese, centrocampista o ala dell'Olympiacos.

## Caratteristiche tecniche
Giocatore abile nel dribbling, molto veloce e agile. Il suo ruolo naturale è quello di trequartista ma può essere utilizzato anche come ala su entrambe le fasce offensive. Ottimo regista è dotato di una grande tecnica individuale, si dimostra anche un buon tiratore delle punizioni lunghe e corte, possiede inoltre un'ottima visione di gioco. È stato inserito nella lista dei migliori giocatori nati dopo il 1990 stilata da Don Balón.

## Carriera

### Club

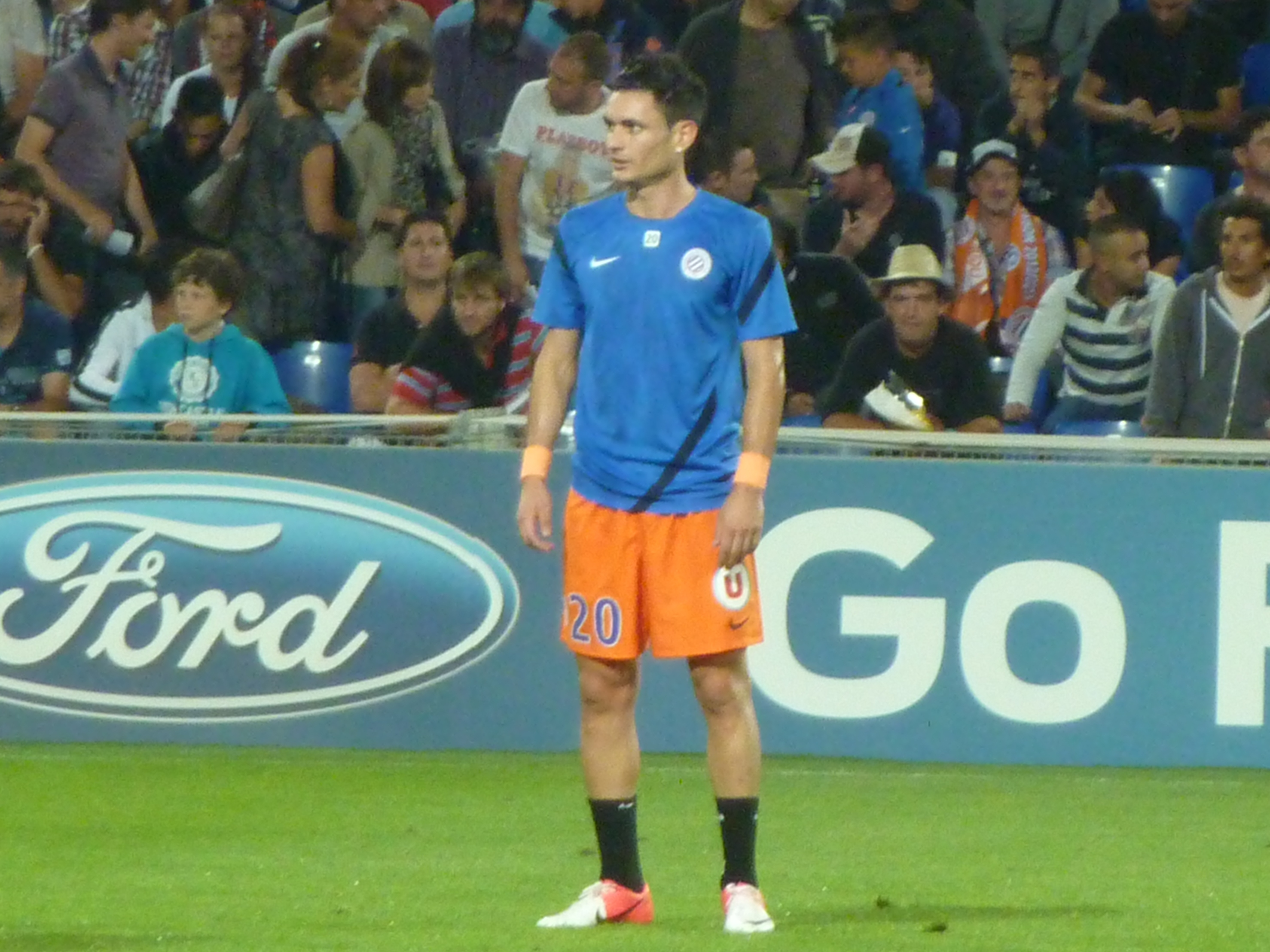
Cabella con la maglia del Montpellier durante un riscaldamento, nella partita di Champions League contro l'Arsenal del settembre 2012.

Ha militato nel Montpellier dal 2009 al 2014, tranne nella stagione 2010-2011 dove ha giocato in prestito all'Arles-Avignon. In tre stagioni con la società blu-arancione ha collezionato globalmente 116 presenze segnando 28 reti.
Il 13 luglio 2014 si trasferisce al Newcastle per una cifra attorno ai 10 milioni di €, firmando un contratto sino al giugno 2020. Il 31 gennaio 2015 sigla il suo primo gol con la maglia dei Magpies nel match vinto per 3-0 in trasferta contro l'Hull City.
Il 19 agosto dello stesso anno, fa ritorno dopo solamente un anno nel campionato francese venendo girato in prestito al Olympique Marsiglia in uno scambio con il connazionale Florian Thauvin che a sua volta ha fatto il percorso inverso. In due stagioni con la squadra della Costa Azzurra colleziona globalmente 81 presenze segnando 13 reti.
Il 31 agosto del 2017 viene acquistato con la formula del prestito dal Saint-Étienne, tuttavia dopo una buona stagione disputata con la maglia dei "Verdi" Il 16 agosto del 2018 viene riscattato, firmando un contratto quadriennale. In due stagioni con il Saint-Etienne totalizza 64 presenze segnando 17 reti.
Il 25 luglio del 2019 viene ingaggiato per 12 milioni di euro, dai russi del Krasnodar, con cui firma un contratto triennale.
Il 9 marzo 2022 rescinde il proprio contratto con il club, per poi tornare al Montpellier il 4 aprile seguente.

### Nazionale
Dopo aver giocato per l'Under-21 francese, nel 2011 è stato convocato con la Corsica, selezione non riconosciuta né dalla FIFA né dall'UEFA, debuttando nel match amichevole vinto per 1-0 contro la Bulgaria. È stato poi convocato altre tre volte: contro i Paesi Baschi nel 2016, il 2 giugno 2019 contro la Sardegna, in cui ha segnato anche una rete, e il 10 giugno 2023 a Caltanissetta contro la Sicilia.

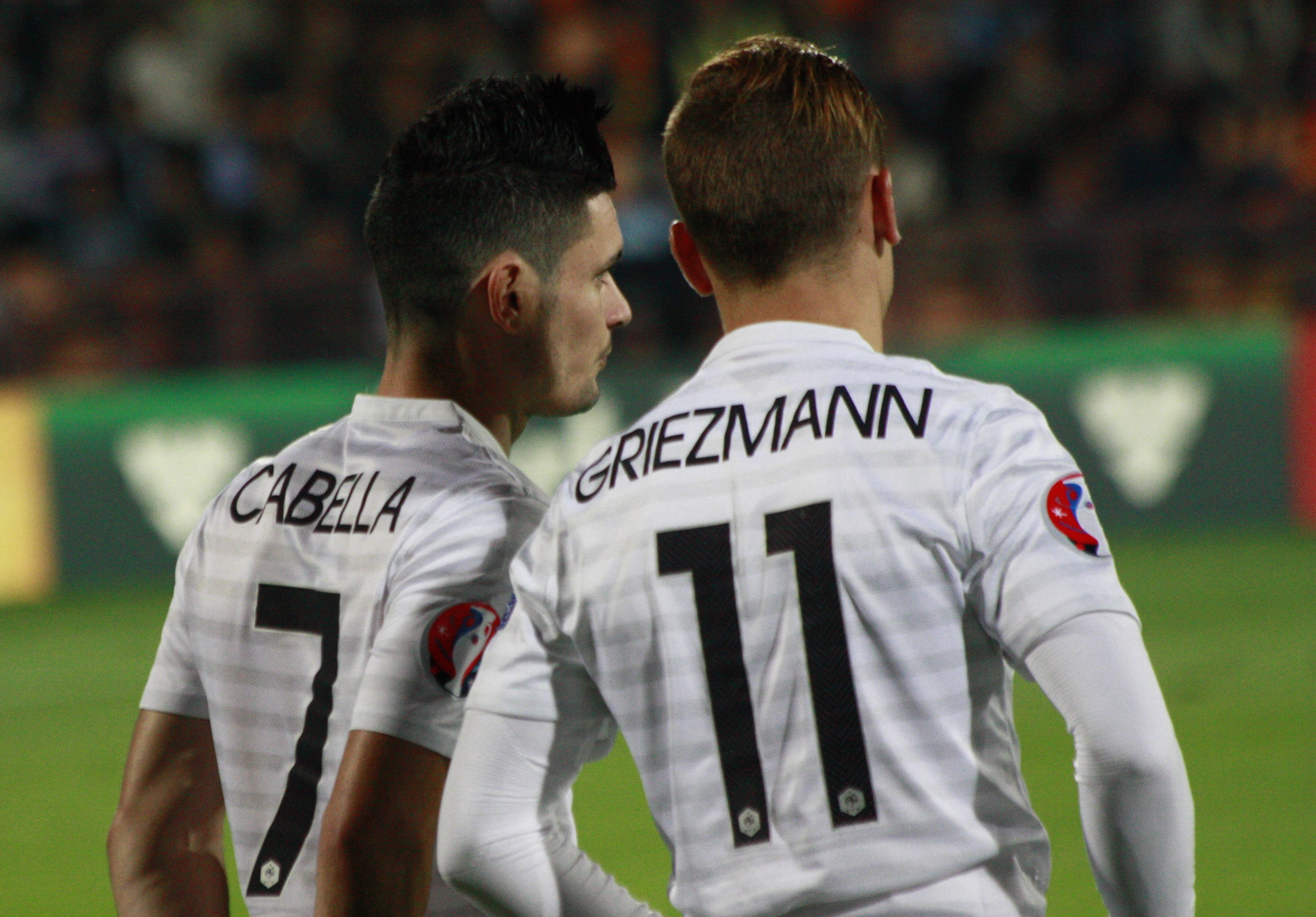
Cabella di spalle a (sinistra) a fianco del connazionale Antoine Griezmann con la maglia della nazionale francese nell'ottobre 2014.

Nel contempo, il 27 maggio 2014 debutta anche con la nazionale maggiore, nella partita contro la Norvegia entrando all'80º al posto di Yohan Cabaye. Il 6 giugno dello stesso anno, a causa dell'infortunio di Franck Ribéry, viene convocato per i mondiali in Brasile, dove però non scende mai in campo.

## Statistiche

### Presenze e reti nei club
Statistiche aggiornate al 23 gennaio 2025.
| Stagione             | Squadra              | Campionato           | Campionato | Campionato | Coppe nazionali | Coppe nazionali | Coppe nazionali | Coppe continentali | Coppe continentali | Coppe continentali | Altre coppe | Altre coppe | Altre coppe | Totale | Totale |
| Stagione             | Squadra              | Comp                 | Pres       | Reti       | Comp            | Pres            | Reti            | Comp               | Pres               | Reti               | Comp        | Pres        | Reti        | Pres   | Reti   |
| -------------------- | -------------------- | -------------------- | ---------- | ---------- | --------------- | --------------- | --------------- | ------------------ | ------------------ | ------------------ | ----------- | ----------- | ----------- | ------ | ------ |
| 2006-2007            | Montpellier B        | CFA                  | 1          | 1          | -               | -               | -               | -                  | -                  | -                  | -           | -           | -           | 1      | 1      |
| 2007-2008            | Montpellier B        | CFA                  | 14         | 1          | -               | -               | -               | -                  | -                  | -                  | -           | -           | -           | 14     | 1      |
| 2008-2009            | Montpellier B        | CFA                  | 24         | 9          | -               | -               | -               | -                  | -                  | -                  | -           | -           | -           | 24     | 9      |
| 2009-2010            | Montpellier B        | CFA                  | 12         | 0          |                 | -               | -               | -                  | -                  | -                  | -           | -           | -           | 12     | 0      |
| Totale Montpellier B | Totale Montpellier B | Totale Montpellier B | 51         | 11         |                 | -               | -               |                    | -                  | -                  |             | -           | -           | 51     | 11     |
| 2009-2010            | Montpellier          | L1                   | 0          | 0          | -               | -               | -               | -                  | -                  | -                  | -           | -           | -           | 0      | 0      |
| 2010-2011            | Avignon              | L1                   | 17         | 3          | CF+CdL          | 1+0             | 0               | -                  | -                  | -                  | -           | -           | -           | 18     | 3      |
| 2011-2012            | Montpellier          | L1                   | 29         | 3          | CF+CdL          | 4+1             | 3+0             | -                  | -                  | -                  | -           | -           | -           | 34     | 6      |
| 2012-2013            | Montpellier          | L1                   | 31         | 7          | CF+CdL          | 1+2             | 0+1             | UCL                | 6                  | 0                  | SF          | 1           | 0           | 41     | 8      |
| 2013-2014            | Montpellier          | L1                   | 37         | 14         | CF+CdL          | 3+1             | 0               | -                  | -                  | -                  | -           | -           | -           | 41     | 14     |
| 2014-2015            | Newcastle            | PL                   | 31         | 1          | FACup+CdL       | 1+2             | 0               | -                  | -                  | -                  | -           | -           | -           | 34     | 1      |
| 2015-2016            | O. Marsiglia         | L1                   | 34         | 5          | CF+CdL          | 4+1             | 0+1             | UEL                | 6                  | 0                  | -           | -           | -           | 45     | 6      |
| 2016-2017            | O. Marsiglia         | L1                   | 29         | 2          | CF+CdL          | 3+0             | 4+0             | -                  | -                  | -                  | -           | -           | -           | 32     | 6      |
| ago. 2017            | O. Marsiglia         | L1                   | 3          | 1          | CF+CdL          | 0+0             | 0               | UEL                | 1                  | 0                  | -           | -           | -           | 4      | 1      |
| Totale O. Marsiglia  | Totale O. Marsiglia  | Totale O. Marsiglia  | 66         | 8          |                 | 8               | 5               |                    | 7                  | 0                  |             | -           | -           | 81     | 13     |
| set. 2017-2018       | Saint-Étienne        | L1                   | 26         | 7          | CF+CdL          | 1+0             | 0               | -                  | -                  | -                  | -           | -           | -           | 27     | 7      |
| 2018-2019            | Saint-Étienne        | L1                   | 34         | 8          | CF+CdL          | 2+1             | 2+0             | -                  | -                  | -                  | -           | -           | -           | 37     | 10     |
| Totale Saint-Étienne | Totale Saint-Étienne | Totale Saint-Étienne | 60         | 15         |                 | 4               | 2               |                    | -                  | -                  |             | -           | -           | 64     | 17     |
| 2019-2020            | Krasnodar            | PL                   | 9          | 2          | CR              | 0               | 0               | UCL                | 3                  | 0                  | -           | -           | -           | 12     | 2      |
| 2020-2021            | Krasnodar            | PL                   | 24         | 8          | CR              | 1               | 0               | UCL+UEL            | 5+2                | 3+0                | -           | -           | -           | 32     | 11     |
| 2021-mar.2022        | Krasnodar            | PL                   | 16         | 4          | CR              | 2               | 0               |                    | -                  | -                  | -           | -           | -           | 18     | 4      |
| Totale Krasnodar     | Totale Krasnodar     | Totale Krasnodar     | 49         | 14         |                 | 3               | 0               |                    | 10                 | 3                  |             | -           | -           | 62     | 17     |
| apr.-giu. 2022       | Montpellier          | L1                   | 5          | 0          | CF              | 0               | 0               | -                  | -                  | -                  | -           | -           | -           | 5      | 0      |
| Totale Montpellier   | Totale Montpellier   | Totale Montpellier   | 102        | 24         |                 | 12              | 4               |                    | 6                  | 0                  |             | 1           | 0           | 121    | 28     |
| 2022-2023            | Lilla                | L1                   | 32         | 7          | CF              | 3               | 0               | -                  | -                  | -                  | -           | -           | -           | 35     | 7      |
| 2023-2024            | Lilla                | L1                   | 30         | 2          | CF              | 0               | 0               | UECL               | 11                 | 2                  | -           | -           | -           | 41     | 4      |
| 2024-2025            | Lilla                | L1                   | 19         | 1          | CF              | 2               | 0               | UCL                | 10                 | 1                  | -           | -           | -           | 31     | 2      |
| Totale Lilla         | Totale Lilla         | Totale Lilla         | 81         | 10         |                 | 5               | 0               |                    | 21                 | 3                  |             | -           | -           | 107    | 13     |
| Totale carriera      | Totale carriera      | Totale carriera      | 457        | 86         |                 | 36              | 11              |                    | 44                 | 6                  |             | 1           | 0           | 538    | 103    |

### Cronologia presenze e reti in nazionale
| Cronologia completa delle presenze e delle reti in nazionale ― Francia | Cronologia completa delle presenze e delle reti in nazionale ― Francia | Cronologia completa delle presenze e delle reti in nazionale ― Francia | Cronologia completa delle presenze e delle reti in nazionale ― Francia | Cronologia completa delle presenze e delle reti in nazionale ― Francia | Cronologia completa delle presenze e delle reti in nazionale ― Francia | Cronologia completa delle presenze e delle reti in nazionale ― Francia | Cronologia completa delle presenze e delle reti in nazionale ― Francia |
| Data                                                                   | Città                                                                  | In casa                                                                | Risultato                                                              | Ospiti                                                                 | Competizione                                                           | Reti                                                                   | Note                                                                   |
| ---------------------------------------------------------------------- | ---------------------------------------------------------------------- | ---------------------------------------------------------------------- | ---------------------------------------------------------------------- | ---------------------------------------------------------------------- | ---------------------------------------------------------------------- | ---------------------------------------------------------------------- | ---------------------------------------------------------------------- |
| 27-5-2014                                                              | Saint-Denis                                                            | Francia                                                                | 4 – 0                                                                  | Norvegia                                                               | Amichevole                                                             | -                                                                      | 80’                                                                    |
| 4-9-2014                                                               | Parigi                                                                 | Francia                                                                | 1 – 0                                                                  | Spagna                                                                 | Amichevole                                                             | -                                                                      | 75’                                                                    |
| 7-9-2014                                                               | Belgrado                                                               | Serbia                                                                 | 1 – 1                                                                  | Francia                                                                | Amichevole                                                             | -                                                                      | 61’                                                                    |
| 14-10-2014                                                             | Erevan                                                                 | Armenia                                                                | 0 – 3                                                                  | Francia                                                                | Amichevole                                                             | -                                                                      | 60’                                                                    |
| Totale                                                                 |                                                                        | Presenze                                                               | 4                                                                      |                                                                        | Reti                                                                   | 0                                                                      |                                                                        |

## Palmarès

### Club

#### Competizioni Nazionali
- Campionato francese: 1

Montpellier: 2011-2012